# Кілер+
Кілер+ — перша прозова книга українського поета та письменника Андрія Любки, яка була опублікована 2012 року у видавництві «Піраміда». Друге доповнене видання побачило світ у видавництві «Видавництво 21» 2017 року.

## Опис
«Кілер+» — це дебютна книга у жанрі короткої прози Андрія Любки. Оповідання написані під впливом Чарлза Буковські, Мілана Кундери і Єжи Пільха. У книзі використані детективні, еротичні, гумористичні, урбаністичні описи ситуацій.

## Критика
Відгуки на книгу Андрія Любки є позитивними. Зокрема, Павло Босий у часописі «Критика» зазначив, що «тексти читаються легко. Мало кому вони здадуться нудними, ще менше буде тих, хто не погодиться, що досягнуто такої стравности простими напівфабрикатними приправами: кубиків «maggi» у цьому борщі більше, ніж буряка із картоплею разом узятих». Сам Андрій Любка вказав, що ««Кілер» не так лякає, як інтригує; і це добре відображає мій настрій десять років тому, коли я писав цю книжку – хотілося молодечого бунту, провокації, ламання патріархальний традицій, хотілося звучати, як Буковскі й Кундера водночас».

## Перелік оповідань
Книга складається з 14 оповідань:
- How I spent my summer
- Подвійне вбивство біля ужгородського гуртожитку
- Сховок під вуличним ліхтарем
- Сюїта для трьох скрипок і фортепіано
- Полковник міліції та наближення клімаксу
- Чехов, який жив усередині мене
- Чотири постулати старого ідальґо
- Маленька імпровізація для фортепіано
- Жінка з піску
- Кілер
- Дівчина з Вальпараїсо
- Таксі завжди приїздить вчасно
- Зроби мені дитину, а потім зникни
- Кілер, або Маленька імпровізація на клавіатурі

### Видавництво
- «Кілер+» [Архівовано 24 грудня 2018 у Wayback Machine.] на сайті «Видавництва 21»

### Критика
- Любка: я мріяв бути кілером, в якого закохується Наталі Портман. Сайт Андрія Любки. 19 квітня 2018. Архів оригіналу за 24 грудня 2018. Процитовано 24 грудня 2018.
- Андрій Любка. Кілер. Збірка історій. Критика. грудень 2012. Архів оригіналу за 24 грудня 2018. Процитовано 24 грудня 2018.

### Інтерв'ю, публіцистика
- Андрій Любка: «Найкращі тексти виходять, коли мене просто «несе». Галицький кореспондент. 18 грудня 2017. Архів оригіналу за 24 грудня 2018. Процитовано 24 грудня 2018.
- У Тернополі засвітився “кілер”. Погляд. 14 травня 2012. Архів оригіналу за 24 грудня 2018. Процитовано 24 грудня 2018.
- Шурин В. (11 вересня 2016). Андрій Любка: «Творчість – це маятник, який коливається між двома «Г»... Високий замок. Архів оригіналу за 24 грудня 2018. Процитовано 24 грудня 2018.